# Afrocalathea rhizantha
Afrocalathea rhizantha är en strimbladsväxtart som först beskrevs av Karl Moritz Schumann, och fick sitt nu gällande namn av Karl Moritz Schumann. Afrocalathea rhizantha ingår i släktet Afrocalathea och familjen strimbladsväxter. Inga underarter finns listade.